# Gennaro Capuozzo
Gennaro Capuozzo, conosciuto anche con il diminutivo Gennarino (Napoli, 2 giugno 1932 – Napoli, 29 settembre 1943), è stato un partigiano italiano.

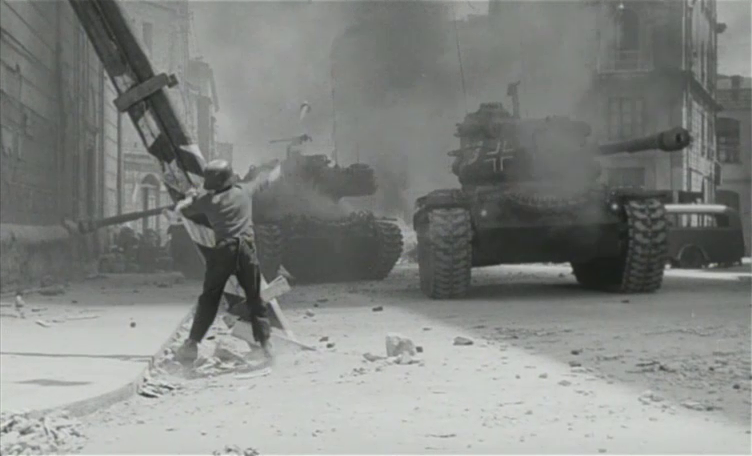
Gennarino Capuozzo (qui interpretato da Domenico Formato) lancia una bomba a mano contro i carri tedeschi nel film Le quattro giornate di Napoli

Eroe di guerra, morì all'età di 11 anni durante le quattro giornate di Napoli, l'insurrezione popolare che consentì la liberazione della città italiana dall'occupazione tedesca nella seconda guerra mondiale.

## Biografia
Gennaro Capuozzo era un giovanissimo apprendista commesso a Napoli.
Dopo l'armistizio di Cassibile del 3 settembre 1943 e il proclama Badoglio dell'8 settembre 1943, l'esercito italiano era rimasto senza ordini, e così a Napoli le truppe tedesche in breve tempo avevano preso il controllo della città. Dopo un'iniziale fase di smarrimento, tuttavia, il 27 settembre 1943 la popolazione insorse dando vita alle quattro giornate napoletane.
Capuozzo fu uno dei più giovani insorti e partecipò ai combattimenti contro i nazisti. Come raccontato anche dal film Le quattro giornate di Napoli (1962), "Gennarino" sarebbe morto a causa dell'esplosione di una granata tedesca, nella battaglia di via Santa Teresa degli Scalzi, mentre lanciava bombe a mano contro i carri armati tedeschi dal terrazzino dell'istituto delle Maestre Pie Filippini. Per questo suo atto di coraggio gli fu attribuita la medaglia d'oro al valor militare alla memoria.

## Dediche
A Gennaro Capuozzo sono dedicati:
- il film Le quattro giornate di Napoli di Nanni Loy del 1962, che racconta anche la sua storia
- la lapide sull'Istituto delle Maestre Pie Filippini in via Santa Teresa degli Scalzi a Napoli, dove fu ucciso
- la via Gennaro Capuozzo a Napoli
- la via Gennaro Capuozzo a Carovigno (BR)
- la via Gennaro Capuozzo a Mirabella Eclano (AV)
- la via Gennaro Capuozzo a Rimini
- la via Gennaro Capuozzo a Roma
- la via Gennaro Capuozzo a San Giorgio a Cremano (NA)
- la via Gennaro Capuozzo a Torre Annunziata (NA)
- l'Istituto Comprensivo "Gennaro Capuozzo" (scuola materna, elementare e media ovvero scuola dell'infanzia, primaria e secondaria di primo grado) al Centro Direzionale di Napoli, a Napoli
- la scuola dell'infanzia "Gennaro Capuozzo" del Circolo Didattico (scuola materna ed elementare ovvero scuola dell'infanzia e primaria di primo grado) "Marconi Collegno" di Collegno (TO)
- la scuola dell'infanzia "Gennaro Capuozzo" dell'Istituto Comprensivo "Cesco Baseggio" di Venezia-Marghera
- il premio letterario e artistico "Gennaro Capuozzo", istituito nel 2007 dall'I.C. "Gennaro Capuozzo" di Napoli